# Xenylla saludoi
Xenylla saludoi är en urinsektsart som beskrevs av Izarra 1970. Xenylla saludoi ingår i släktet Xenylla och familjen Hypogastruridae. Inga underarter finns listade i Catalogue of Life.